# Manhattan (New York)
Manhattan is een van de vijf boroughs van de Amerikaanse stad New York en vormt het centrum van deze stad. De borough ligt op het gelijknamige eiland en heeft een oppervlakte van 87,5 km². Hiermee is Manhattan de kleinste borough van New York. Als New York County is het een van de 62 county's in de staat New York. Het eiland is een belangrijk economisch en cultureel centrum van de Verenigde Staten. Manhattan staat bekend om zijn wolkenkrabbers, de brede avenues, de vele, gele taxi's en het financiële centrum Wall Street. In de periode 1624 tot 1667 was het eiland in Nederlands bezit (van de West-Indische Compagnie) en vormde het de kern van de kolonie Nieuw-Nederland.
Manhattan heeft een inwoneraantal van 1.726.765, met een bevolkingsdichtheid van 29.021 inwoners per km². Manhattan is hiermee de derde borough van New York, na Queens en Brooklyn. De county ligt grotendeels op het gelijknamige eiland. Slechts één wijk, Marble Hill ligt op het vasteland. Daarnaast zijn er nog enkele kleine eilanden die bij de county horen, zoals Roosevelt Island en Ellis Island.  Het eiland ligt met 21 bruggen, 15 tunnels en 8 ferry's in verbinding met de overige boroughs en de naastgelegen staat New Jersey. De bekendste hiervan zijn de Brooklyn Bridge, Manhattan Bridge, Holland Tunnel en de Staten Island Ferry.

## Kenmerken
Het eiland Manhattan is 21,5 km lang en 3,7 km breed (op zijn breedste punt). Het is door bruggen en tunnels verbonden met New Jersey in het westen, de Bronx in het noordoosten, Brooklyn en Queens (de stadsdelen op Long Island) in het oosten en zuiden. De enige directe verbinding met het vijfde stadsdeel van New York, Staten Island, is een veerpont, die vertrekt vanaf The Battery. Midden op het eiland ligt het grote Central Park. Het eiland trekt veel toeristen.

### Avenues en Streets
De straten van Manhattan zijn ingedeeld volgens het rasterpatroon van het Commissioners' Plan van 1811. Het gebied wordt doorsneden door Avenues (noord-zuid) en Streets (oost-west). De Avenues zijn genummerd of geletterd van oost naar west. Tussen de Avenues liggen 155 Streets, genummerd van zuid naar noord. De straten met even nummers zijn eenrichtingsverkeer van west naar oost, de oneven straten van oost naar west. Tussen 1929 en 1989 liep een verhoogde autosnelweg door het westen van het stadsdeel; de West Side Elevated Highway. Om dit Commissioners' Plan uit te voeren moesten destijds huizen en zelfs halve dorpen worden afgebroken omdat ze in de weg lagen. Ook moest het van oorsprong rotsachtige landschap geëffend worden. Slechts enkele rotspartijen zijn nog her en der te vinden. Midden in het stratenpatroon ligt Central Park, een park met een oppervlakte van 341 hectare. Manhattanhenge is een verschijnsel dat twee maal per jaar voorkomt. Ergens tussen 5 december en 8 januari vallen de zonnestralen bij zonsopkomst precies door de oost-west gerichte straten. Bij zonsondergang vindt dit plaats tussen 28 mei en 13 juli.
Uitzondering op het Commissioners' Plan is het zuidelijke deel van het eiland. Dit was al dicht bebouwd voordat het plan werd uitgevoerd. Broadway is een doorgaande weg die schuin door het stratenplan loopt. Een deel van deze straat, The Great White Way wordt gezien als het hart van de Amerikaanse theater- en musicalwereld. Op het kruispunt van Broadway, 42th Street en 7th Avenue ligt Times Square, een belangrijke locatie waarop Oudejaarsavond wordt gevierd. Wall Street in het zuiden vormt het hart van de financiële wereld.

### Wolkenkrabbers
De dichte bebouwing met wolkenkrabbers heeft aanleiding gegeven tot de term Manhattanisering. De allerhoogste wolkenkrabbers zijn te vinden in het zuiden van het eiland (Financial District) en in het midden (Midtown). De stad was lange tijd een van de voorlopers in het bouwen van deze hoge gebouwen. Veel van deze gebouwen werden reeds begin 20e eeuw gebouwd en veel iconische wolkenkrabbers zijn in de Art decostijl gebouwd, zoals de Flatiron Building, de Chrysler Building, de Empire State Building en de Comcast Building. Ook de Internationale Stijl is goed vertegenwoordigd in o.a. de MetLife Building, het Citigroup Center en het gebouw van de Verenigde Naties.
Van 1890 tot 1973 stond het hoogste gebouw ter wereld op het eiland, met uitzondering van de periode 1894 tot 1908. Sinds 1916 gelden er regels voor nieuwe hoogbouw om nog enigszins zonlicht in de straten toe te laten. Zo moeten de gevels taps aflopen en is de maximale hoogte per gebied vastgelegd. Dit heeft ook geleid tot handel in toegestane hoogten waarbij een projectontwikkelaar hoogtemeters van het ene deel van een huizenblok overkoopt, zodat een ander deel van het blok hoger mag worden.

### Stoom
Sinds 1882 kent het eiland een systeem voor warmtedistributie dat door meerdere centrales van warm water wordt voorzien. Dit zorgde ervoor dat niet elk gebouw voor eigen verwarming hoefde te zorgen, wat destijds nog heel ingrijpend was in hoogbouw, waardoor men hoger kon bouwen. Met name omdat dit systeem al oud is, ontstaan er nog wel eens scheuren in de pijpleidingen, waardoor er stoom uit putten of scheuren in het asfalt komt. Ondanks dat dit verschijnsel ook in andere Amerikaanse steden voorkomt, wordt het vooral in films die zich op Manhattan afspelen gebruikt om sfeer te maken. Omdat er af en toe ook grotere gevaarlijke pijpbreuken plaatsvinden staat het voortbestaan van dit systeem ter discussie.

## Naam
Er bestaan diverse verklaringen van de naam Manhattan. Soms wordt beweerd dat Manhattan genoemd is naar de Manna-Hatta-indianen die op het eiland gewoond zouden hebben. Ook wordt gezegd dat Mannahatta in het dialect van de Lenape-indianen Eiland met de heuvels of Eiland met (de) vele heuvels zou hebben betekend. Volgens een andere overlevering zou Manhattan van het Delaware- en Mohikaans-indiaanse woord Manna-ha-ta afstammen, wat zoveel betekent als Plaats van dronkenschap. In 1609 zou Henry Hudson, als Engels zeevaarder en ontdekkingsreiziger in dienst van de VOC, een aantal indiaanse opperhoofden in zijn scheepshut hebben uitgenodigd en hen dronken hebben gevoerd. Deze twee stammen doopten het gebied hierna "Manahachtanienk", het eiland waar wij ooit dronken zijn geweest.

## Geschiedenis

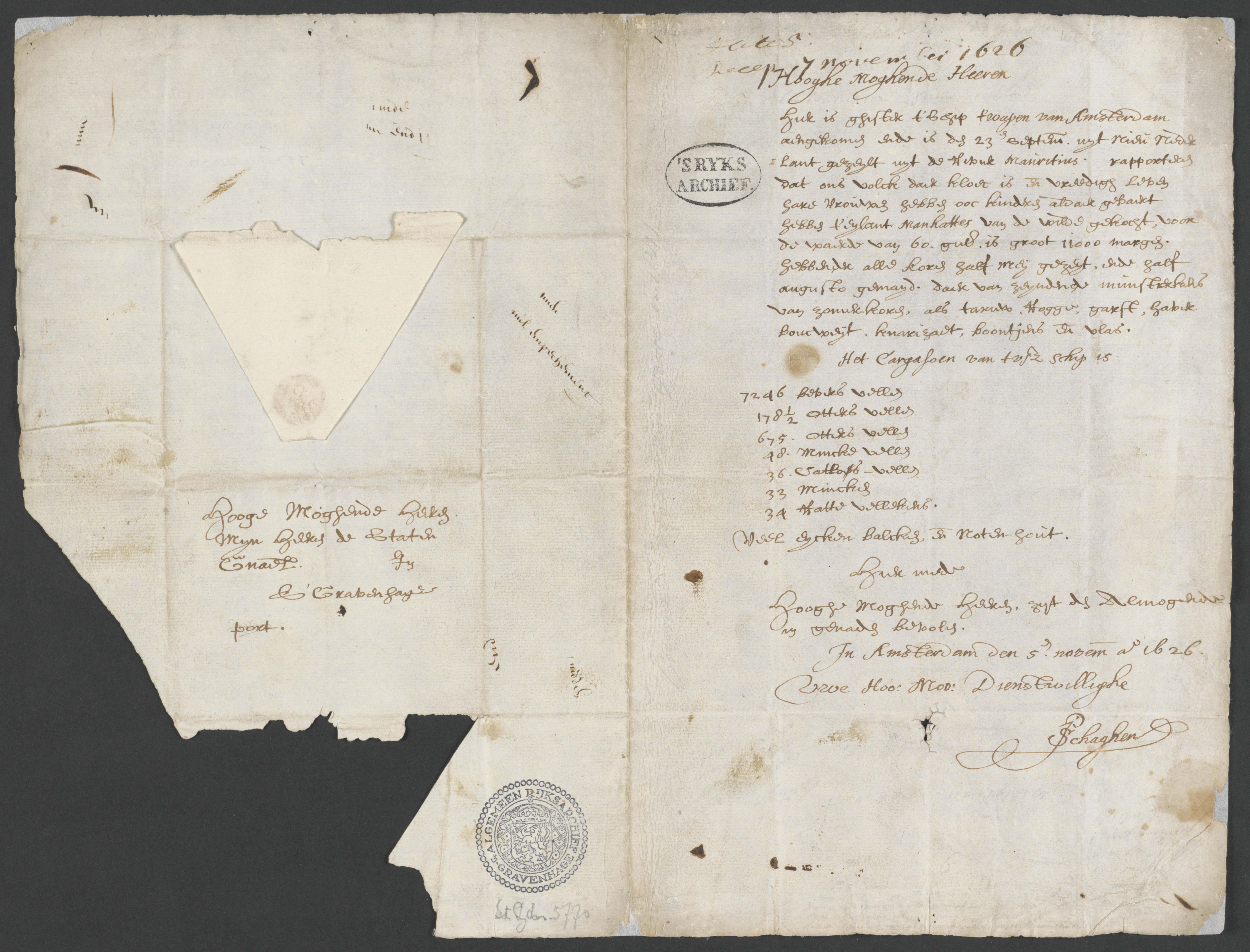
Ambtelijke brief van 5 november 1626 waarin P. Schagen de Staten-Generaal de aankoop (door Peter Minuit) van Manhattan ("'t eylant Manhettes", groot 11.000 morgen van de "wilden" meldt, de geslaagde eerste oogst en de verzonden scheepslading van onder meer 7246 bevervellen (Nationaal Archief, Den Haag)

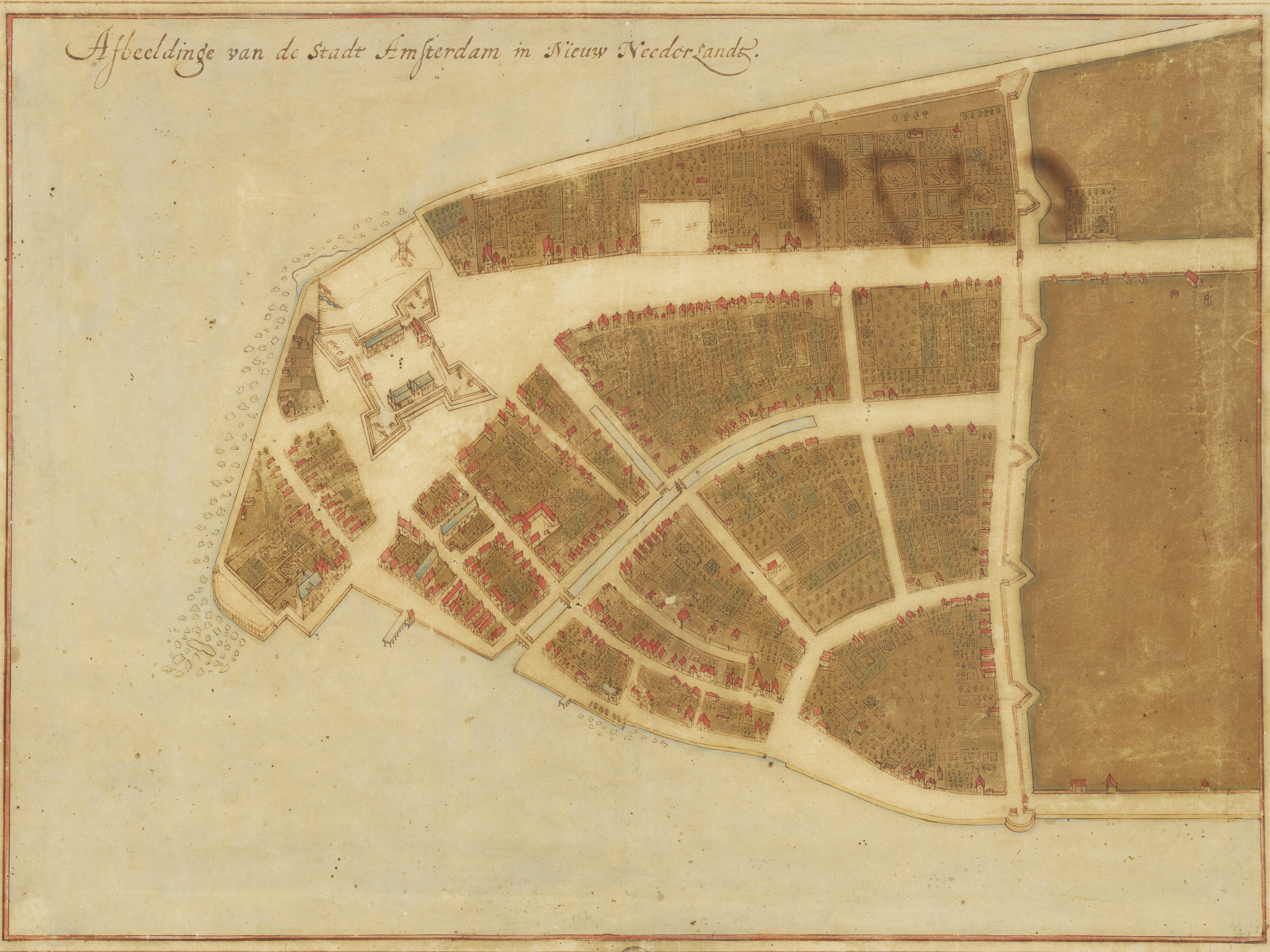
Kaart van de Nederlandse kolonie Nieuw-Amsterdam op de zuidpunt van Manhattan. Het fort, de muur (tegen Engelsen en indianen, mogelijk ter plaatse van de latere "Wall Street") en de gracht zijn zichtbaar. Noorden is rechts. Dit Castello Plan van 1660 is de enige kaart van Nieuw-Amsterdam uit de Nederlandse tijd

### Lenape
De eerste inwoners van Manhattan waren de Lenni-Lenape en de Wappinger-indianen. Op het eiland Manhattan bouwde zij enkele nederzettingen, die met elkaar verbonden waren door middel van looppaden. De indianen hadden meerdere visplekken en plantages op het eiland en bij het Collect Pond, een voormalige waterbron in het huidige Chinatown, hielden ze hun vergaderingen.

### Koloniale tijd
De allereerste Europeaan die bij Manhattan kwam was de Italiaanse ontdekkingsreiziger Giovanni da Verrazzano. Hij voer in 1524 door The Narrows en beschreef het gebied. Hij noemde het gebied Nieuw-Angoulême, ter verering van koning Frans I van Frankrijk, die uit Angoulême kwam. Giovanni da Verrazzano ging niet verder landinwaarts, en op de plek waar hij omkeerde ligt nu de Verrazzano-Narrows Bridge. 
In 1609 kwam Henry Hudson, in opdracht van de Vereenigde Oostindische Compagnie naar New York om het gebied te ontdekken en in kaart te brengen. Hij voer uiteindelijk door tot Albany, op een rivier die naar hem vernoemd werd. In de jaren daarna bracht hij enkele Nederlandse handelsreizigers naar Manhattan, maar er kwamen geen permanente nederzettingen. 
Dit veranderde in 1624, toen een groepje Waalse protestanten een nederzetting op Manhattan bouwde. In datzelfde jaar kocht Peter Minuit Manhattan van de indianen over ter waarde van 60 gulden. Vanaf dat moment heette het gebied Nieuw-Amsterdam. De bouw van Fort Amsterdam in 1625 wordt gezien als het begin van de stad New York. De straatnamen Wall Street (Muurstraat) en Broadway (Brede weg) herinneren nog aan deze tijd. Op enkele archeologische locaties na is er echter niets meer zichtbaar van het Nederlandse verleden.
In 1647 werd Peter Stuyvesant aangewezen als laatste gouverneur van Nieuw-Nederland. Tijdens de Tweede Engels-Nederlandse Oorlog in 1664 kwam Nieuw-Amsterdam in handen van de Engelsen, die de stad New York noemden. In 1673 kregen de Nederlanders de stad weer in handen, maar vanaf 1674 was New York definitief Engels gebied.
Tijdens de Amerikaanse Onafhankelijkheidsoorlog was New York een basis van de Engelsen, die er tot het einde van de oorlog verbleven. De kolonisten vestigden zich in New Jersey. De laatste Engelsen werden uit New York verbannen toen George Washington op 25 november 1783 terugkeerde naar de stad. Tussen 1785 en 1790 was New York de hoofdstad van de Verenigde Staten. George Washington werd in 1789 bij de Federal Hall op Wall Street als eerste president ingehuldigd. Ook werden het Hooggerechtshof van de Verenigde Staten en de Verordening van het Noordwesten in de Federal Hall opgericht.

### 19e eeuw

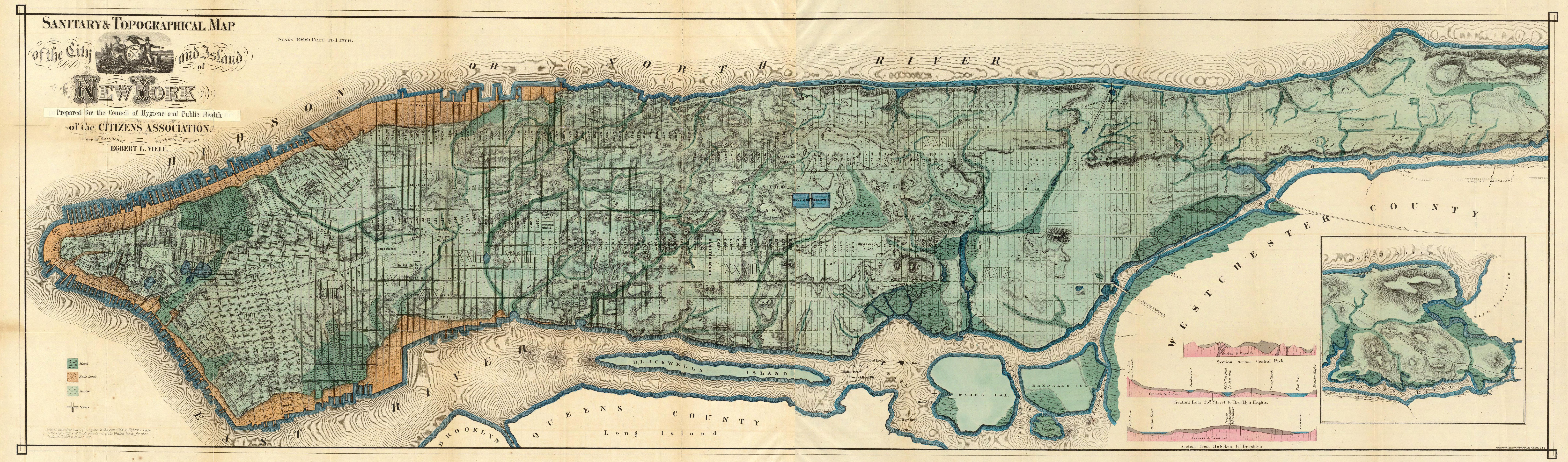
Kaart van Manhattan uit 1865. Hierop zijn de geplande straten van het Commissioners' Plan van 1811 weergegeven. Ook zijn de oorspronkelijke hoogteverschillen beken te zien. Central Park staat aangegeven maar was in 1811 nog niet in het plan opgenomen.

In de 19e eeuw groeide New York uit tot een economisch centrum; dit kwam mede door het beleid van Alexander Hamilton, die de Amerikaanse economie explosief liet groeien. Een andere reden dat New York groeide, was de aanleg van het Eriekanaal, die de haven van New York met het Midden-Westen verbond. In 1810 haalde New York Philadelphia in als grootste stad in de VS, met 94.687 inwoners en 1.686 slaven. In 1811 werd het Commissioners' Plan opgesteld, dat Manhattan in gelijke stukken grond verdeelde.
Tijdens de burgeroorlog braken er rellen uit in New York, omdat het bestuur een wet wilde opstellen die ervoor zorgde dat als iemand $ 300 betaalde, niet het leger in hoefde te gaan om slaven te bevrijden. De reden was dat de bevrijde slaven dan de banen van de immigranten zouden inpikken. Tijdens de rellen werden er zo'n 119 Afro-Amerikanen door de Ierse maffia vermoord.
Na de burgeroorlog steeg het aantal immigranten, dat naar de VS kwam om een nieuw leven te stichten. Op 28 oktober 1866 schonken de Fransen het Vrijheidsbeeld aan New York. De eerste immigranten die naar de VS kwamen waren vooral Duitsers en Ieren, maar in de jaren daarna kwamen er ook veel overige Europeanen en joden naar New York. Veel van deze volkeren zijn verder het land in getrokken, maar er waren ook immigranten die zich in New York vestigden. 
In 1883 werd de Brooklyn Bridge geopend. In 1895 werd The Bronx bij Manhattan gevoegd en in 1898 werden Queens en Brooklyn bij New York gevoegd. Hoewel The Bronx en Manhattan samen één county vormden, waren het aparte boroughs.

### 20e eeuw

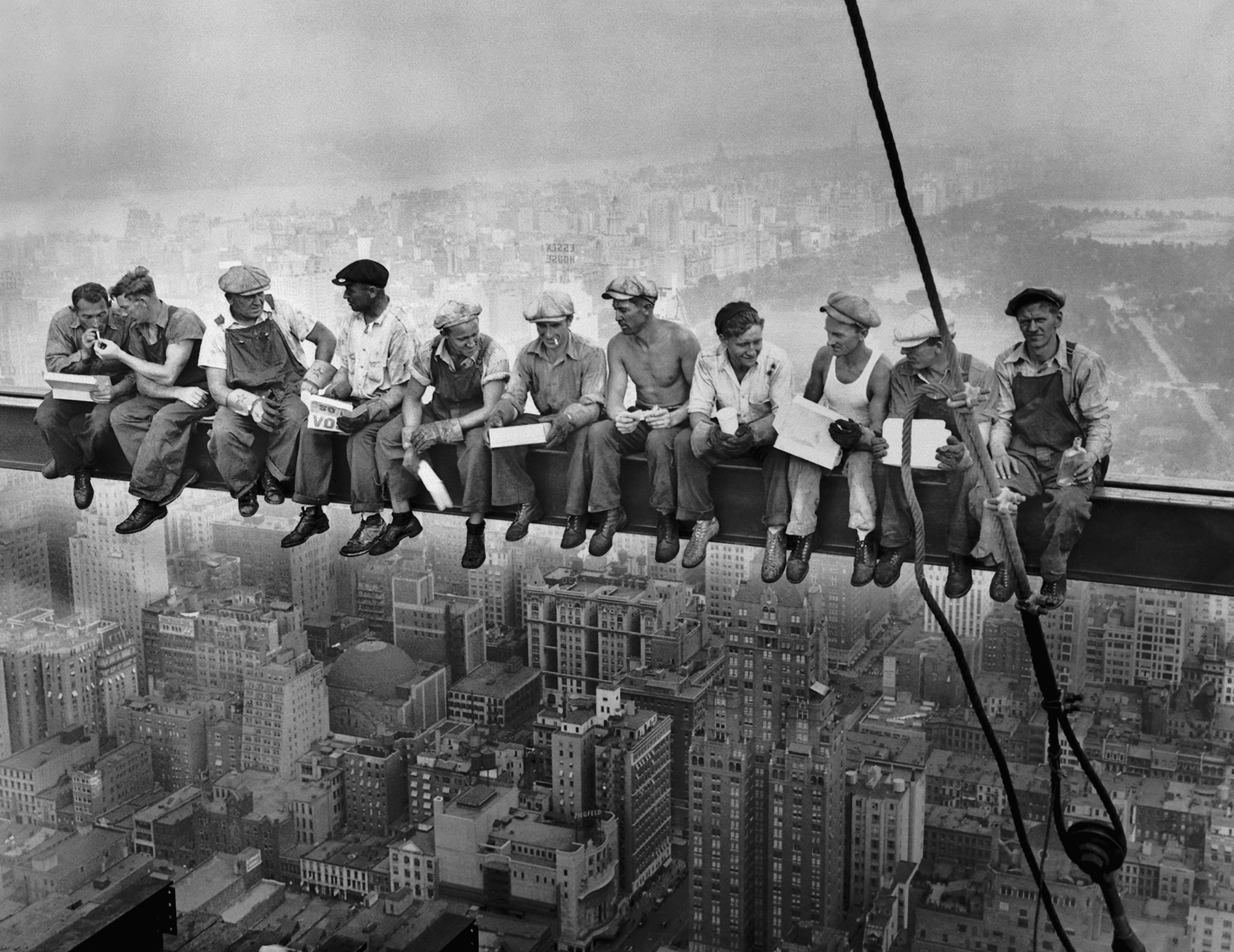
Lunch atop a Skyscraper, een foto gemaakt in 1932 tijdens de bouw van de Comcast Building.

In 1904 werd de Metro van New York geopend. De metro zorgde, samen met de nieuwe bruggen, voor een betere verbinding met de overige boroughs. In de jaren '20 kwamen er veel Afro-Amerikanen uit de zuidelijke staten naar New York en vestigden zich in Harlem.
Op 25 maart 1911 vond er Brand in de Triangle Shirtwaist Factory plaats, waarbij 143 mensen om het leven kwamen. De brand zorgde voor de oprichting van de NYFD. In 1914 werden Manhattan en The Bronx van elkaar gescheiden en kregen elk een eigen county.  
Na de Eerste Wereldoorlog werd Fiorello La Guardia burgemeester van New York en hij zorgde voor verbeteringen in de stad. Onder zijn toezicht werden er vakbonden opgericht en kwamen er hervormingen en verbeteringen in zowel het bestuur als de infrastructuur. Ondanks de Crisis van de jaren 1930, werden er in Manhattan veel wolkenkrabbers voltooid, waaronder het Empire State Building en het Chrysler Building.
Na de Tweede Wereldoorlog kreeg de stad een economische groei en werden er veel sociale huurwoningen in Manhattan gebouwd. Het grootste complex is de Stuyvesant Town-Peter Cooper Village, die uit 110 appartementencomplexen bestaat. In de jaren '50 vestigde de Verenigde Naties zich in het oosten van Manhattan.
In 1969 vonden er in Greenwich Village de Stonewall-rellen plaats. De rellen waren het gevolg van een politie-inval bij de Stonewall Inn. De Stonewall-rellen worden gezien als een belangrijke gebeurtenis in de geschiedenis voor homorechten.
Toen in de jaren '70 veel bedrijven uit New York vertrokken, resulteerde dit in een explosieve groei van werkloosheid en criminaliteit. Wijken als South Bronx, Lower East Side, Bedford-Stuyvesant en Harlem werden beschreven als oorlogsgebieden en veel gebouwen stonden er verpauperd en verlaten bij, omdat de eigenaren het onderhoud door gebrek aan huurinkomsten simpelweg niet meer konden betalen. Halverwege de jaren '70 was New York bijna failliet, maar werd het toch gered door de overheid.
In de jaren '80 krabbelde de stad toch weer overeind, toen er nieuwe bouwprojecten kwamen en Wall Street zijn financiële status terugkreeg. Dit kwam mede door de voltooiing van het World Trade Center in het Financial District. Wel kreeg Manhattan in de jaren '80 te maken met de Crack-epidemie. 
In de jaren '90 daalde de criminaliteit weer door nieuwe politiestrategieën en verbeterde omgevingen. Ook zag Manhattan een grote stroom immigranten uit Azië en Latijns-Amerika komen. Er gingen zich steeds meer techbedrijven vestigen in Lower Manhattan.  

### 21e eeuw

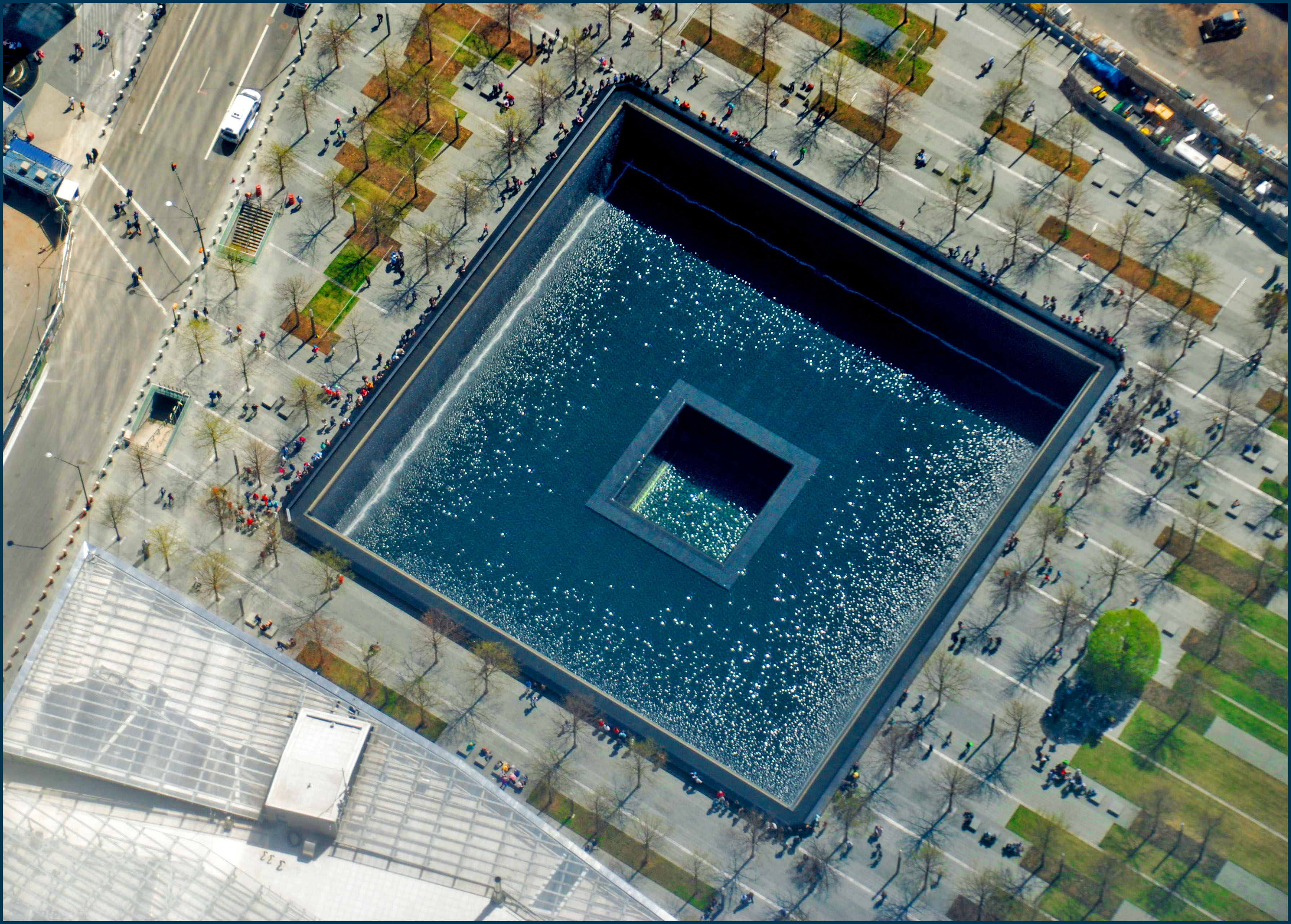
Vijver in het National September 11 Memorial & Museum op de locatie van de zuidelijke toren van het voormalige World Trade Center.

De grootste gebeurtenissen van de 21e eeuw in Manhattan waren de Aanslagen op 11 september 2001. Twee gekaapte vliegtuigen vlogen de Twin Towers in met vele slachtoffers als gevolg. De overige gebouwen van het WTC werden toen ook verwoest. Ook na de aanslagen overleden er veel inwoners van de wijk en reddingswerkers als gevolg van de gebeurtenissen.
Na de aanslagen werd het getroffen gebied herbouwd en op 11 september 2011 werd het National September 11 Memorial & Museum geopend op de locatie van de oude Twin Towers. Drie jaar later werd het One World Trade Center opgeleverd. 
In 2012 werd Manhattan zwaar getroffen door orkaan Sandy. Vrijwel geheel Lower Manhattan overstroomde en alle inwoners ten zuiden van 39th Street zaten dagenlang zonder stroom.

## Wijken en inspraak
| Stadsdeel                         | County           | Geschat inw. 1 juli 2017 | Opp. in km² |
| --------------------------------- | ---------------- | ------------------------ | ----------- |
| Manhattan                         | New York         | 1.664.727                | 59          |
| The Bronx                         | Bronx            | 1.471.160                | 109         |
| Brooklyn                          | Kings            | 2.648.771                | 183         |
| Queens                            | Queens           | 2.358.582                | 281         |
| Staten Island                     | Richmond         | 479.458                  | 151         |
| New York totaal                   | New York totaal  | 8.622.698                | 784         |
| New York (staat)                  | New York (staat) | 19.849.399               | 122.284     |
| Bron: United States Census Bureau |                  |                          |             |

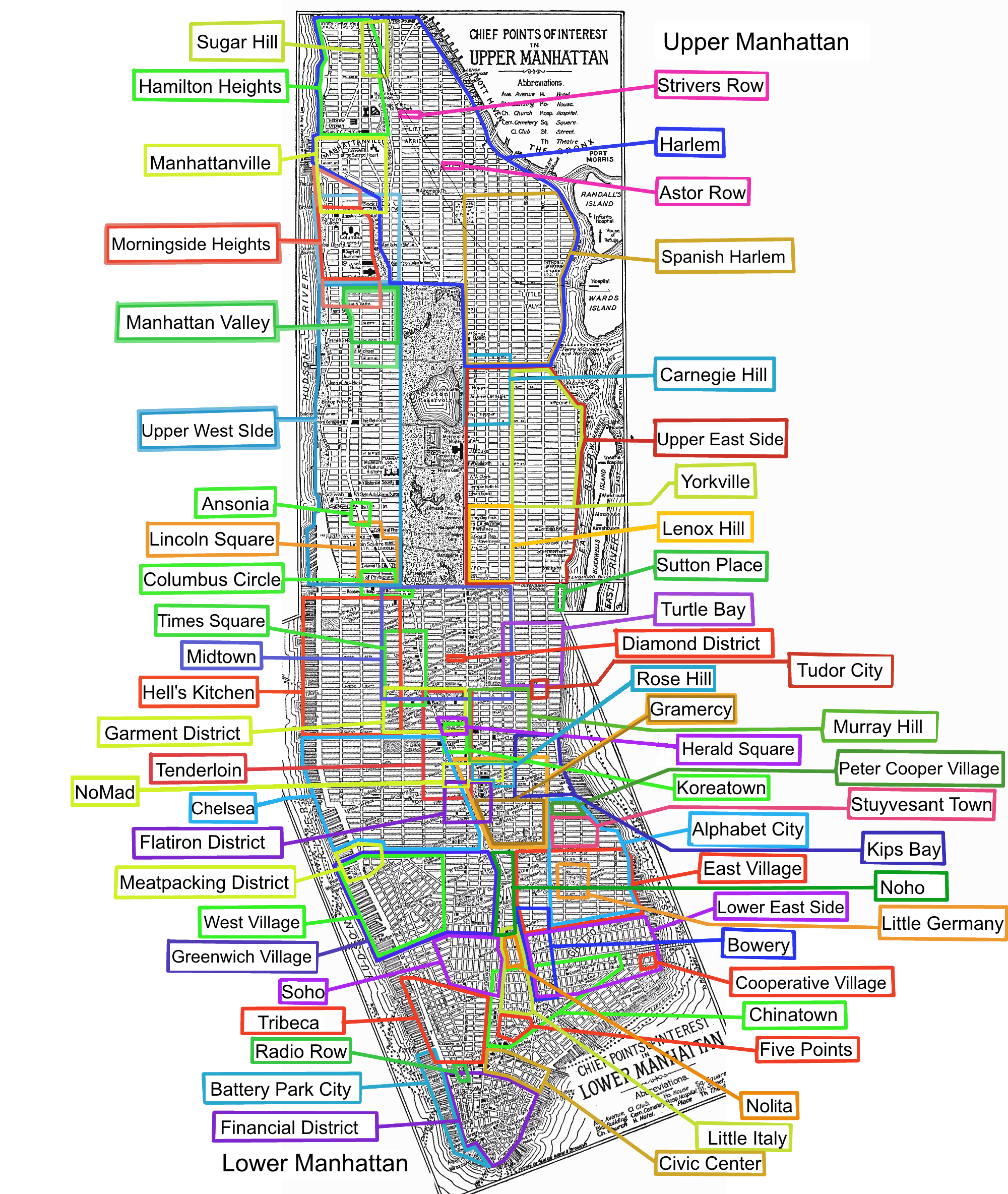
Wijken op Manhattan

Manhattan is opgedeeld in 12 districten met een eigen Community Board. In elke Community Board (deelraad) op Manhattan hebben 50 onbezoldigde leden zitting. Ze hebben geen bestuurlijke bevoegdheden, maar kunnen verzoeken indienen aan het bestuur van de stad New York. Er is geen garantie dat deze verzoeken worden ingewilligd, maar in de praktijk worden ingebrachte problemen in redelijkheid opgelost.
Elk district bestaat uit kleinere gebieden, de neighborhoods of wijken. Sommige wijken, bijvoorbeeld Murray Hill, vallen deels onder verschillende districten. De wijken hebben geen bestuur en hun grenzen zijn niet vastgelegd. Kaarten van de wijkindeling geven slechts bij benadering de exacte grenzen van de wijken weer en stroken soms niet met de persoonlijke beleving van de wijkbewoners.

### Community Boards
| - Manhattan Community Board 1 - Manhattan Community Board 2 - Manhattan Community Board 3 - Manhattan Community Board 4 - Manhattan Community Board 5 - Manhattan Community Board 6 | - Manhattan Community Board 7 - Manhattan Community Board 8 - Manhattan Community Board 9 - Manhattan Community Board 10 - Manhattan Community Board 11 - Manhattan Community Board 12 |

### Wijken
De verschillende wijken van Manhattan zijn slechts officieus bepaald en de grenzen zijn niet officieel vastgelegd. Het eiland wordt ingedeeld in grotere en kleinere overlappende wijken. In de meest grove indeling wordt Manhattan ingedeeld in vier gebieden: Lower Manhattan (in het zuiden), Midtown Manhattan (het midden), Upper Manhattan (in het noorden) en de West Side.(langs de HudsonRivier) 
| Uptown Manhattan                 |
| -------------------------------- |
| Upper Manhattan                  |
| Marble Hill                      |
| Inwood                           |
| Fort George                      |
| Washington Heights               |
| Hudson Heights                   |
| West-Harlem                      |
| Hamilton Heights                 |
| Morningside Heights              |
| Central Harlem                   |
| Harlem                           |
| St. Nicolas Historic District    |
| Astor Row                        |
| Sugar Hill                       |
| Mount Morris Historical District |
| Little Senegal                   |
| East Harlem                      |
| Upper East Side                  |
| Lenox Hill                       |
| Carnegie Hill                    |
| Yorkville                        |
| Upper West Side                  |
| Manhattan Valley                 |
| Lincoln Square                   |

| Midtown Manhattan  |
| ------------------ |
| Columbus Circle    |
| Sutton Place       |
| Rockefeller Center |
| Diamond District   |
| Theater District   |
| Turtle Bay         |
| Midtown-East       |
| Midtown            |
| Tudor City         |
| Little Brazil      |
| Times Square       |
| Hudson Yards       |
| Midtown-West       |
| Hell's Kitchen     |
| Garment District   |
| Herald Square      |
| Koreatown          |
| Murray Hill        |
| Tenderloin         |
| Madison Square     |

| Tussen Midtown en Lower Manhattan |
| --------------------------------- |
| Flower District                   |
| Brookdale                         |
| Hudson Yards                      |
| Kips Bay                          |
| Rose Hill                         |
| NoMad                             |
| Peter Cooper Village              |
| Chelsea                           |
| Flatiron District                 |
| Gramercy Park                     |
| Stuyvesant Square                 |
| Union Square                      |
| Meatpacking District              |
| Waterside Plaza                   |

| Lower Manhattan                         |
| --------------------------------------- |
| Lower Manhattan                         |
| Alphabet City                           |
| East Village                            |
| Greenwich Village                       |
| NoHo                                    |
| Bowery                                  |
| West Village                            |
| Lower East Side                         |
| SoHo                                    |
| NoLita                                  |
| Little Australia                        |
| Little Italy                            |
| Chinatown                               |
| Financial District                      |
| Coorperative Village                    |
| Two Bridges                             |
| TriBeCa                                 |
| Civic Center                            |
| South Street Sea Port Historic District |
| Battery Park City                       |

## Eilanden

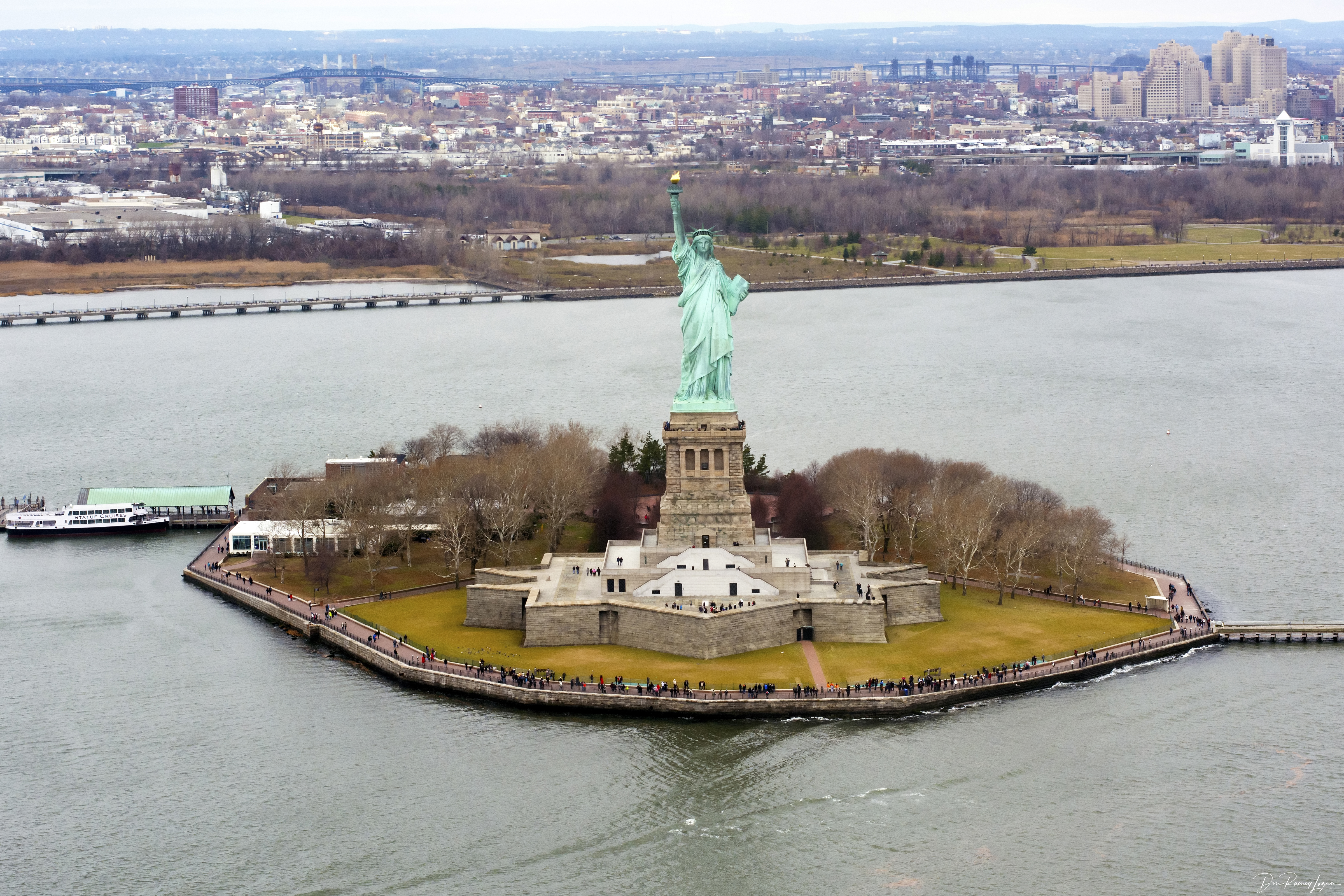
Liberty Island met daarop het Vrijheidsbeeld, wordt omsloten door de wateren van New Jersey maar hoort bij de borough Manhattan.

- Ellis Island
- Liberty Island
- Governors Island
- Randalls and Wards Islands
- Roosevelt Island

## Parken

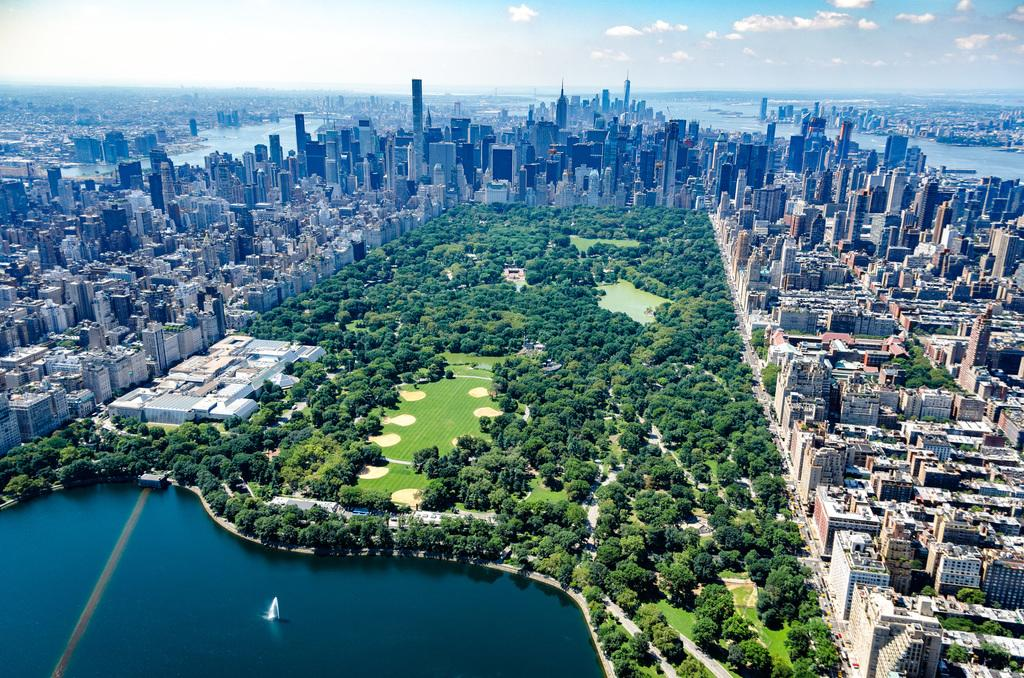
Central Park, een rechthoekig park van 341 hectare.

(lijst niet compleet)
- The Battery
- Bryant Park
- Central Park
- City Hall Park
- Highbridge Park
- Fort Tryon Park
- Inwood Hill Park
- Madison Square
- Riverside Park
- Washington Square Park

## Bruggen en tunnels van en naar Manhattan
Hieronder een overzicht van alle bruggen en tunnels die Manhattan met het vasteland, de omliggende borough's en New jersey, verbinden. De overspanningen over het Harlem River Ship Canal en de Harlem, naar Marble Hill en Randalls and Wards Islands, zijn ook in dit overzicht opgenomen. Het overzicht begint in het uiterste noordwesten van Manhattan en gaat vervolgens met de klok mee. 
| Naam:                                               | Overspant:                                    | Traject:                                 | Naar:                      | Soort:             | Afbeelding: |
| --------------------------------------------------- | --------------------------------------------- | ---------------------------------------- | -------------------------- | ------------------ | ----------- |
| Spuyten Duyvil Bridge                               | Spuyten Duyvil Creek                          | West Side Line                           | The Bronx                  | met draaibaar deel |             |
| Henry Hudson Bridge                                 | Spuyten Duyvil Creek                          | NYC - Peekskill (NY)                     | The Bronx                  |                    |             |
| Broadway Bridge                                     | Harlem River Ship Canal                       | Laurel (DE) - Champlain (NY)             | Marble Hill/ The Bronx     | met hefbaar deel   |             |
| University Heights Bridge                           | Harlem                                        | W 207th Street/Fordham Road              | The Bronx                  | met draaibaar deel |             |
| Washington Bridge                                   | Harlem                                        | W 181st Street                           | The Bronx                  |                    |             |
| Alexander Hamilton Bridge                           | Harlem                                        | Miami (FL) - grens Canada                | The Bronx                  |                    |             |
| High Bridge                                         | Harlem                                        | voetgangersbrug voormalig aquaduct       | The Bronx                  |                    |             |
| Concourse Tunnel                                    | Harlem                                        |                                          | The bronx                  |                    |             |
| Macombs Dam Bridge                                  | Harlem                                        | W 155th Street                           | The Bronx                  | met draaibaar deel |             |
| 145th Street Bridge                                 | Harlem                                        | W 145th Street                           | The Bronx                  | met draaibaar deel |             |
| 149th Street Tunnel                                 | Harlem                                        |                                          | The bronx                  |                    |             |
| Madison Avenue Bridge                               | Harlem                                        | Madison Avenue                           | The Bronx                  | met draaibaar deel |             |
| Park Avenue Railroad Bridge                         | Harlem                                        | Hudson Line Harlem Line New Haven Line   | The Bronx                  | met hefbaar deel   |             |
| Lexington Avenue Tunnel                             | Harlem                                        |                                          | The Bronx                  |                    |             |
| Third Avenue Bridge                                 | Harlem                                        | 3th Avenue                               | The Bronx                  | met draaibaar deel |             |
| Willis Avenue Bridge                                | Harlem                                        | 1st Avenue/Willis Avenue                 | The Bronx                  | met draaibaar deel |             |
| Robert F. Kennedy Bridge (Harlem River Lift Bridge) | Harlem                                        | Dr Martin Luther King Jr. Blvd           | Randalls and Wards Islands | met hefbaar deel   |             |
| Wards Island Bridge                                 | Harlem                                        | voetgangersbrug                          | Randalls and Wards Islands | met hefbaar deel   |             |
| Robert F. Kennedy Bridge (Bronx Kill Crossing)      | Bronx Kill                                    | Linden (NJ) - The Bronx                  | The Bronx                  |                    |             |
| Hell Gate Bridge (Bronx Kill Segment)               | Bronx Kill                                    | Northeast Corridor                       | The Bronx                  |                    |             |
| Hell Gate Bridge (East River Arch Bridge)           | East River                                    | Northeast Corridor                       | Queens                     |                    |             |
| Robert F. Kennedy Bridge (Bronx Kill Crossing)      | East River                                    | Linden (NJ) - The Bronx                  | Queens                     |                    |             |
| Roosevelt Island Bridge                             | East River (alleen oost van Roosevelt Island) | 36th Avenue                              | Queens                     | met hefbaar deel   |             |
| 63rd Street Tunnel                                  | East River                                    | Long Island Rail Road                    | Queens                     |                    |             |
| Roosevelt Island Tramway                            | East River (alleen west van Roosevelt Island) | -                                        | Roosevelt Island           |                    |             |
| 60th Street Tunnel                                  | East River                                    |                                          | Queens                     |                    |             |
| Ed Koch Queensboro Bridge                           | East River                                    | NYC - Orient (NY)                        | Queens                     |                    |             |
| 53th Street Tunnel                                  | East River                                    |                                          | Queens                     |                    |             |
| Steinway Tunnel                                     | East River                                    |                                          | Queens                     |                    |             |
| Queens-Midtown Tunnel                               | East River                                    | NYC - Calverton (NY)                     | Queens                     |                    |             |
| East River Tunnels                                  | East River                                    | Northeast Corridor Long Island Rail Road | Queens                     |                    |             |
| 14th Street Tunnel                                  | East River                                    |                                          | Brooklyn                   |                    |             |
| Williamsburg Bridge                                 | East River                                    | Delancy Street                           | Brooklyn                   |                    |             |
| Rutgers Street Tunnel                               | East River                                    |                                          | Brooklyn                   |                    |             |
| Manhattan Bridge                                    | East River                                    | Flatbush Ext Avenue                      | Brooklyn                   |                    |             |
| Brooklyn Bridge                                     | East River                                    | Brooklyn Bridge Blvd/Promenade           | Brooklyn                   |                    |             |
| Cranberry Street Tunnel                             | East River                                    |                                          | Brooklyn                   |                    |             |
| Clark Street Tunnel                                 | East River                                    |                                          | Brooklyn                   |                    |             |
| Montague Street Tunnel                              | East River                                    |                                          | Brooklyn                   |                    |             |
| Joralemon Street Tunnel                             | East River                                    |                                          | Brooklyn                   |                    |             |
| Hugh L Carey Tunnel (Brooklyn-Battery Tunnel)       | East River                                    | Manhattan - Brooklyn                     | Brooklyn                   |                    |             |
| Downtown Hudson Tubes                               | Hudson                                        | PATH                                     | New Jersey                 |                    |             |
| Holland Tunnel                                      | Hudson                                        | NYC - Harrisburg (PA)                    | New Jersey                 |                    |             |
| Uptown Hudson Tubes                                 | Hudson                                        | PATH                                     | New Jersey                 |                    |             |
| North River Tunnels                                 | Hudson                                        | Northeast Corridor New Jersey Transit    | New Jersey                 |                    |             |
| Lincoln Tunnel                                      | Hudson                                        | Manhattan - New Jersey                   | New Jersey                 |                    |             |
| George Washington Bridge                            | Hudson                                        | Miami (FL) - grens Canada                | New Jersey                 |                    |             |

## Bekende inwoners van Manhattan

### Geboren
- Eleanor Roosevelt (1884-1962), first lady
- Susanne Langer (1895-1985), cultuurfilosoof
- Gertrude Berg (1898-1966), actrice, producent en scenarioschrijfster
- Moe Berg (1902-1972), honkballer
- Everett Sloane (1909-1965), acteur
- Stanley Kramer (1913-2001), regisseur
- Leonardo Cimino (1917-2012), acteur
- Red Buttons (1919-2006), acteur
- Sheldon Moldoff (1920-2012), stripmaker
- Reginald Rose (1920-2002), scenarioschrijver
- Stan Lee (1922-2018), schrijver en stripauteur
- Elizabeth Eisenstein (1923-2016), historicus
- Joseph Campanella (1924-2018), acteur
- Tom Dowd (1925-2002), geluidstechnicus en muziekproducent
- Sammy Davis jr. (1925-1990), zanger, danser en acteur
- Peggy McCay (1927-2018), actrice
- Murray Gell-Mann (1929-2019), natuurkundige en winnaar Nobelprijs
- Tony Roberts (1939-2025), acteur
- Al Pacino (1940), acteur
- Lucy Simon (1940-2022), zangeres, songwriter en componiste
- Cynthia Weil (1940-2023), songwriter
- Jared Martin (1941-2017), acteur
- James Reston jr. (1941-2023), auteur en journalist
- Ellen Willis (1941-2006), journalist, activist, feminist en muziekcriticus
- Robert De Niro (1943), acteur
- Ronnie Spector (1943-2022), zangeres
- Jill Clayburgh (1944-2010), actrice
- Guy Klucevsek (1947-2025), accordeonist en componist
- Catherine Hicks (1951), actrice
- Stu Ungar (1953-1998), pokerspeler
- Wanda De Jesús (1958), actrice
- Robert Downey Jr. (1965), acteur
- Michael B. Silver (1967), acteur, filmregisseur, filmproducent en scenarioschrijver
- Chris Orbach (1968), acteur, zanger en songwriter
- Gina Torres (1969), actrice
- Ana Ortiz (1971), zangeres en actrice
- Kareem Campbell (1973), skateboarder
- Kastro (1976), rapper
- Karen Olivo (1976), actrice
- Cam'ron (1976), rapper
- Ethan Suplee (1976), acteur
- Jordana Spiro (1977), actrice, filmregisseuse, -producente en -editor
- Norah Jones (1979), zangeres en songwriter
- Alicia Keys (1981), zangeres
- Gaius Charles (1983), acteur
- Lady Gaga (1986), zangeres en songwriter
- Thomas McDonell (1986), acteur
- Valentina de Angelis (1989), actrice en filmproducente
- Cole Hawkins (1991), acteur
- Cooper Pillot (1994), acteur
- Timothée Chalamet (1995), acteur

### Overleden
- Charles Addams (1912-1988), cartoonist
- Peter Lax (1926-2025), Hongaars-Amerikaans wiskundige